# Campeonato Paulista de Futebol de 1991 - Divisão Intermediária
O Campeonato Paulista de Futebol de 1991 - Divisão Intermediária foi a 45.ª edição da competição de futebol promovida pela Federação Paulista de Futebol e equivaleu ao segundo nível do futebol no estado de São Paulo.

## Premiação
| Campeonato Paulista de 1991 - Série A2 |
| -------------------------------------- |
| Araçatuba Campeão (2º título)          |